# レオナルド・フィオラヴァンティ

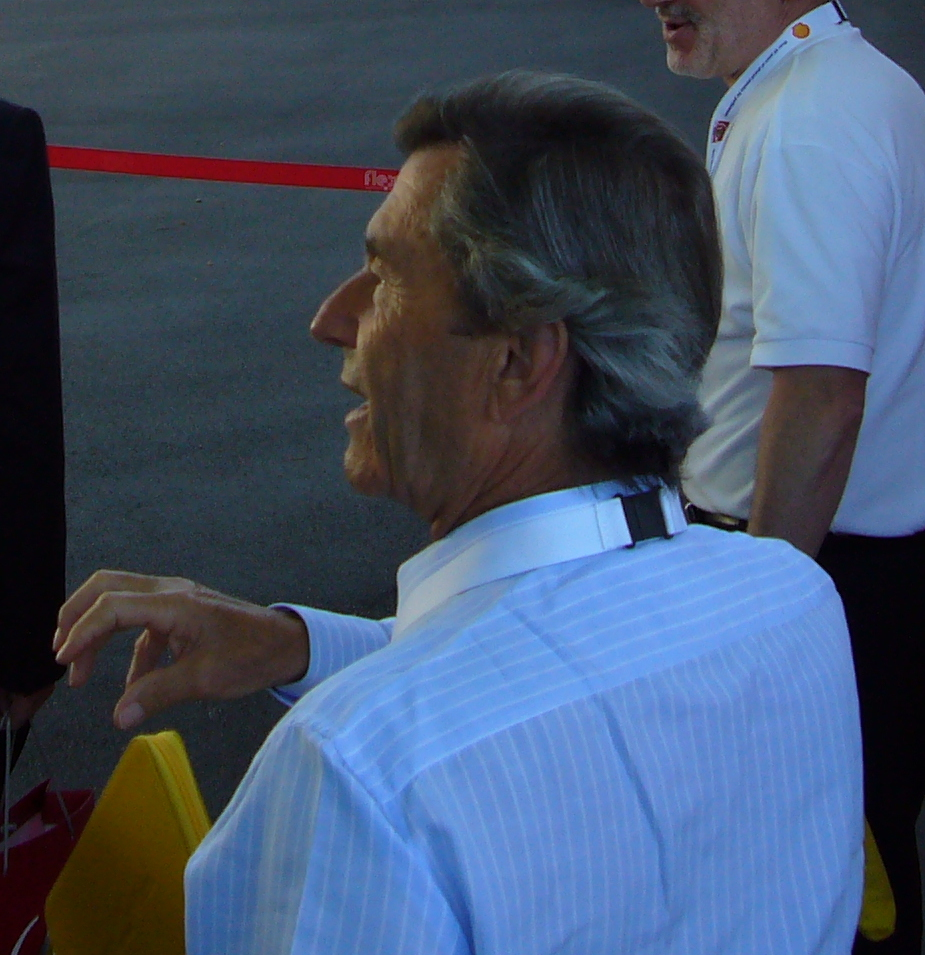
レオナルド・フィオラヴァンティ (2007)

レオナルド・フィオラヴァンティ（Leonardo Fioravanti 、1938年1月31日 - ）は、イタリアの自動車デザイナーである。元ピニンファリーナのチーフデザイナー。
エアロデザイナーであり、マネージメントデザイナー。1970年代のフェラーリには数々の傑作車がある。現在はデザイン会社フィオラヴァンティ（Fioravanti s.r.l ） のCEOである。

## 略歴
- 1964年 - ピニンファリーナ入社。
- 1987年 - ピニンファリーナ退社、デザイン会社フィオラヴァンティを設立。

## 代表作
- プジョー
  - プジョー・205（1983年）

- フェラーリ
  - 206GT（1968年）
  - 365GTB/4（1968年）
  - 365GTC/365GTS（1969年）
  - 365GT4・2+2（1972年）
  - 365GT4BB（1973年）
  - 308（1975年）
  - 288GTO（1984年）
  - テスタロッサ（1984年）
  - 328（1985年）
  - F40（1987年）
  - 348（1989年）
  - F355（1994年）

- キャデラック
  - キャデラック・アランテ

- トヨタ
  - レクサス・LFA